# (21654) 1999 PZ
(21654) 1999 PZ est un astéroïde de la ceinture principale d'astéroïdes découvert en 1999.

## Description
(21654) 1999 PZ a été découvert le 5 août 1999 à l'observatoire astronomique de Majorque, au sud de Costitx sur l'île de Majorque en Espagne, par Ángel López Jiménez et Rafael Pacheco.

### Caractéristiques orbitales
L'orbite de cet astéroïde est caractérisée par un demi-grand axe de 2,31 UA, un périhélie de 1,76 UA, une excentricité de 0,24 et une inclinaison de 7,24° par rapport à l'écliptique. Du fait de ces caractéristiques, à savoir un demi-grand axe compris entre 2 et 3,2 UA et un périhélie supérieur à 1,666 UA, il est classé, selon la JPL Small-Body Database, comme objet de la ceinture principale d'astéroïdes.

### Caractéristiques physiques
(21654) 1999 PZ a une magnitude absolue (H) de 14,5 et un albédo estimé à 0,090.